# 니콘 1 J2
니콘1 J2는 2012년 9월 출시된 니콘1 마운트 미러리스 렌즈 교환식 카메라이다. 니콘1 J1의 후속이며 니콘의 새로운 포맷인 CX포맷을 탑재한 카메라이다. 니콘1 J1에 비해 액정 및 센서 성능, 초점 성능, ISO 등 전체적인 기본 성능이 향상되었다.

## CX포맷
니콘 CX포맷은 2011년 9월 발표된 미러리스 렌즈 교환식 카메라의 새로운 센서 포맷이다. CX포맷은 센서 자체에 위상차 AF와 콘트라스트 AF를 융합함으로써 보다 정확한 AF 성능을 이끌어냈다. 센서 사이즈는 13.2mm X 8.8mm로, 35mm 필름 대비 환산비율은 1:2.7이며, 플렌지백 길이는 17mm이다.